# 리틀 야구왕 앤디
《리틀 야구왕 앤디》(영어: Everyone's Hero)는 2006년 개봉된 미국의 스포츠 코미디 애니메이션 영화이다.

## 줄거리
1932년 대공황 시기 뉴욕. 야구를 좋아하지만 운동 실력이 없어 놀림을 당하는 10살 양키는 말을 하는 야구공을 발견하고 스크루이라는 이름을 붙인다. 스크루이가 하는 말은 오직 양키 혼자만 들을 수 있다.
어느 날 시카고 컵스 투수 레프티 매기니스가 베이브 루스의 야구 방망이 달린을 훔치는 일이 벌어진다. 월드 시리즈에서 양키스를 반드시 꺾고 싶어하는 컵스의 단장 너폴리언 크로스가 사주를 한 것이다.
이로 인해 양키 스타디움 관리인인 양키의 아버지 스탠리가 책임을 뒤집어쓰고 잠정 해고를 당한다. 양키는 아버지가 명예를 회복해 재고용되고 가족들이 길바닥에 나앉는 일이 없도록 직접 달린을 되찾아오기로 결심한다.

## 출연
- 제이크 T. 오스틴 - 양키 어빙 역
- 롭 라이너 - 스크루이 역
- 우피 골드버그 - 달린 역
- 로빈 윌리엄스 - 너폴리언 크로스 역
- 윌리엄 H. 메이시 - 레프티 매기니스 역
- 브라이언 데너히 - 베이브 루스 역
- 레이븐시몬 - 마티 브루스터 역
- 맨디 퍼팅킨 - 스탠리 어빙 역
- 포리스트 휘터커 - 로니 "더 루스터" 브루스터 역
- 데이나 리브 - 에밀리 어빙 역
- 로버트 와그너 - 로빈슨 씨 역
- 리처드 카인드 - 떠돌이 앤디 / 호텔 지배인 역
- 조 토리 - 뉴욕 양키스 감독 역
- 에드 헬름스 - 떠돌이 루이 역

## 같이 보기
- 컴퓨터 애니메이션 영화 목록